# Air China

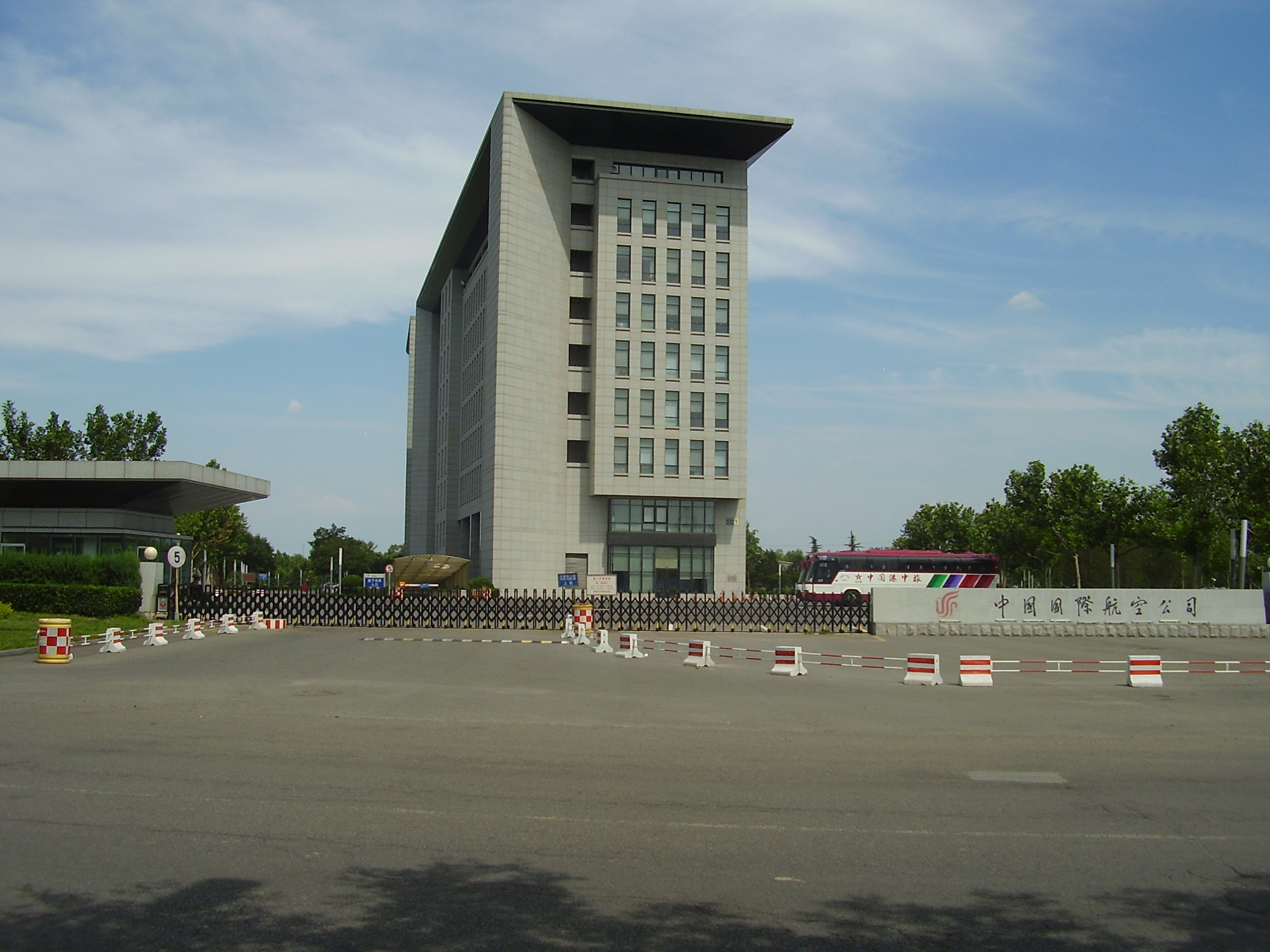
Air China koncernbyggnad

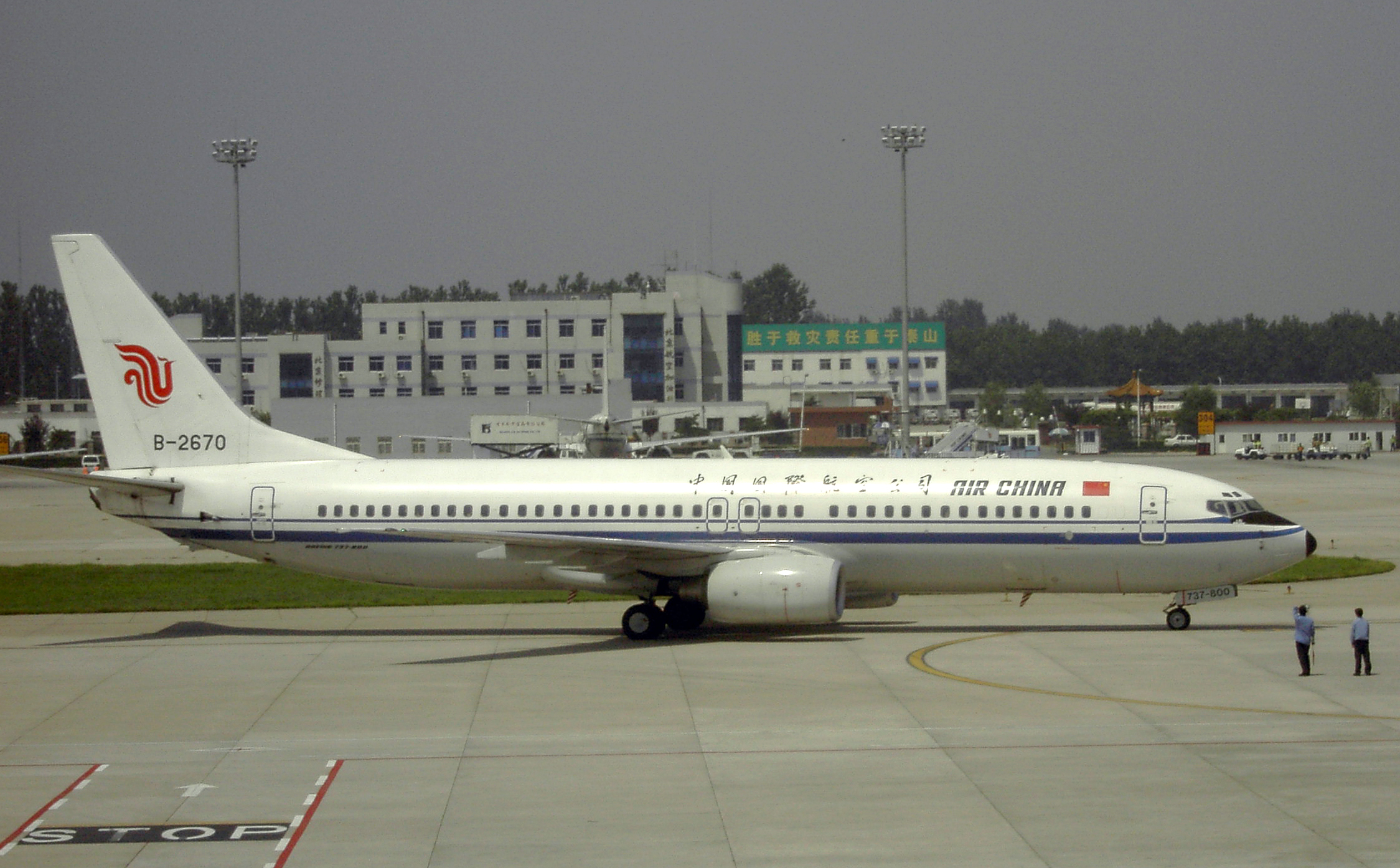
Boeing 737-800

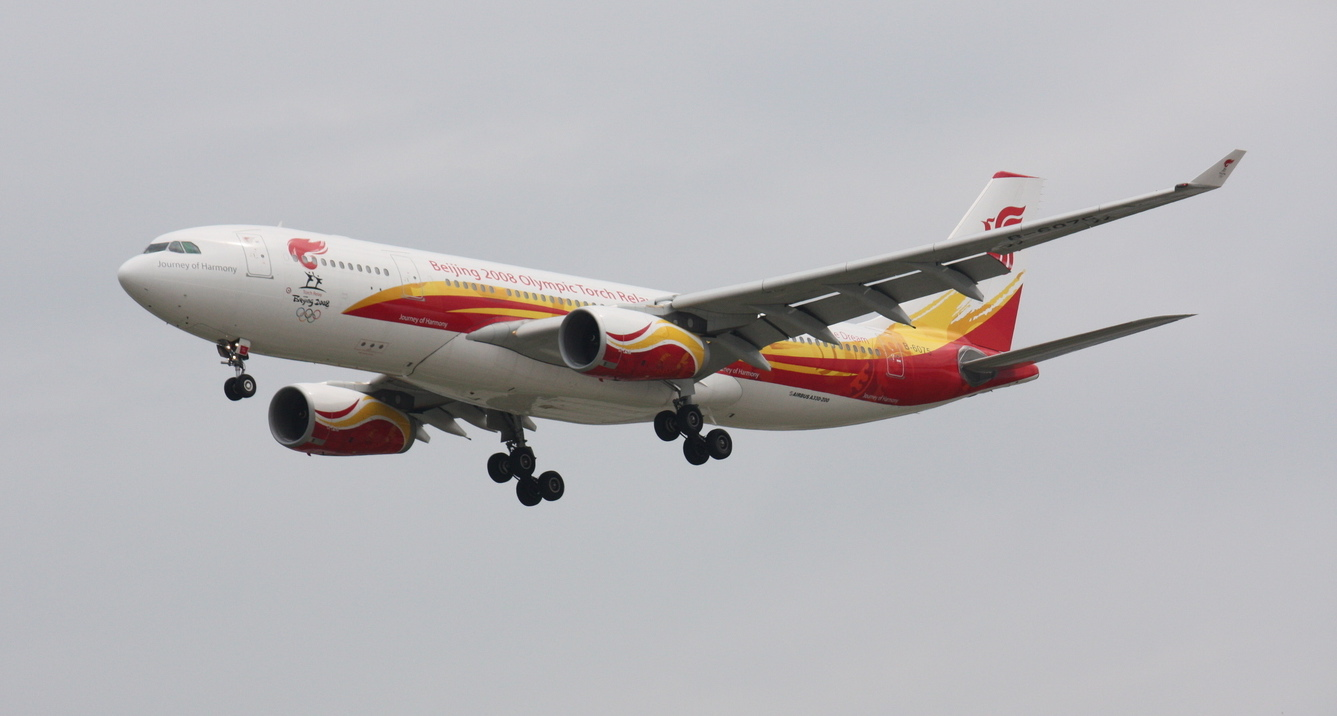
En Airbus A330 i speciell OS i Peking-målning.

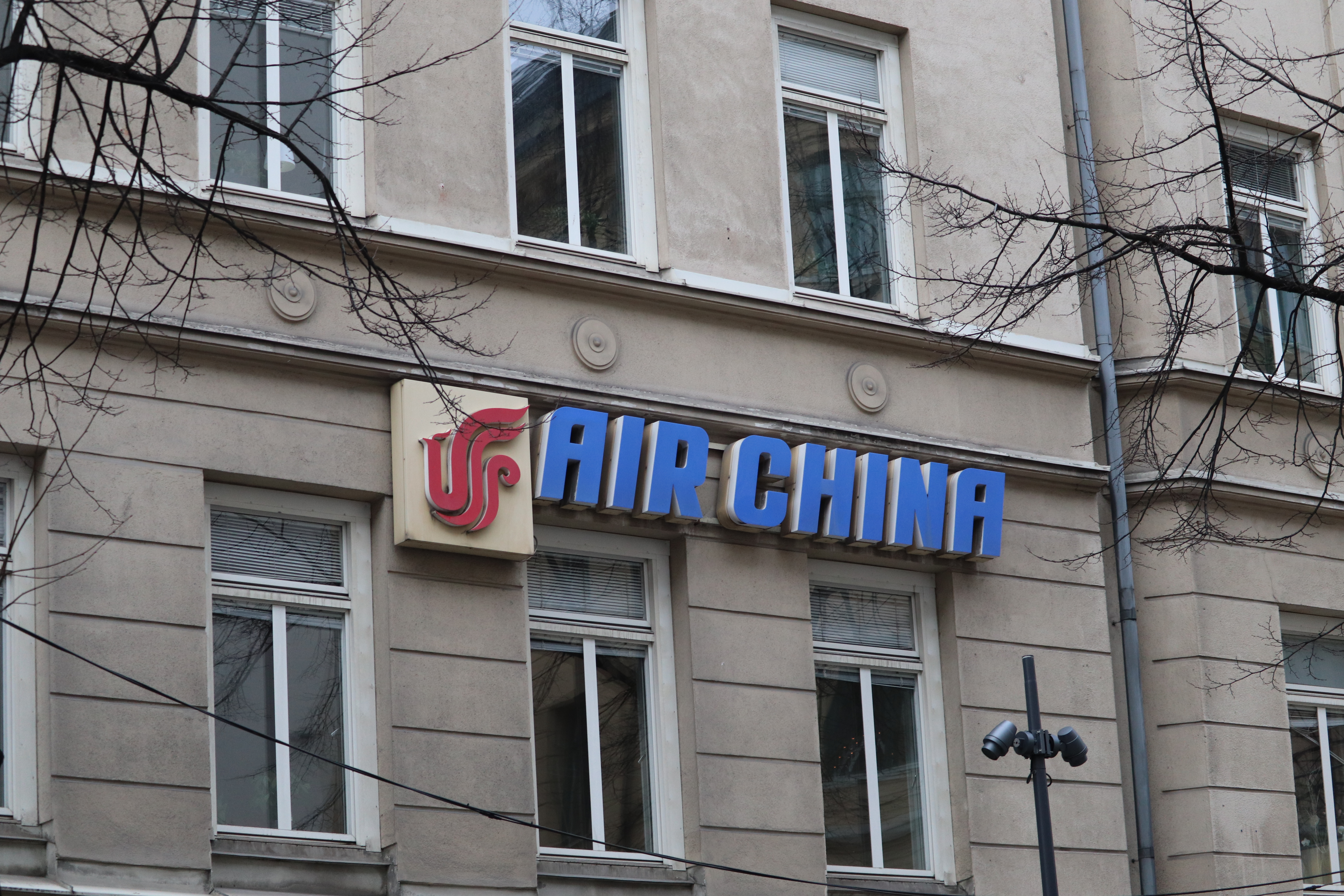
Air Chinas kontor på Kungsgatan 64 i Stockholm.

Air China är ett flygbolag som har sin bas på Pekings internationella flygplats, Peking, Kina. Air China är Kinas näst största flygbolag efter China Southern Airlines. Flygbolaget flyger till 203 destinationer i Asien, Europa, Nordamerika och Oceanien med en flotta på 461 flygplan. Flygbolaget har baser i Peking (PEK, PKX), Chengdu (Shuangliu, Tianfu) och på Shanghai Pudong International Airport.

## Flotta
| Flygplan                  | Antal | Order | Optioner | Passagerare (First/Business/Premium Economy/Economy) | Linjer                                                                                     | Övrigt                                                                                |
| ------------------------- | ----- | ----- | -------- | ---------------------------------------------------- | ------------------------------------------------------------------------------------------ | ------------------------------------------------------------------------------------- |
| Airbus A319-100           | 30    | 0     | 0        | 128 (0/8/0/120)                                      | Inrikes, Asien                                                                             |                                                                                       |
| Airbus A320-200/ A320-Neo | 70    | 0     | 0        | 158 (0/8/0/150)                                      | Inrikes, Asien                                                                             |                                                                                       |
| Airbus A321-200/ A321-Neo | 83    | 0     | 0        | 177 (0/16/0/161) 185 (0/12/0/173)                    | Inrikes, Asien                                                                             |                                                                                       |
| Airbus A330-200           | 20    | 0     | 0        | 283 (0/12/0/271) 237 (0/30/0/207) 265 (0/18/0/247)   | Inrikes, Genève, Minsk                                                                     | Två i Star Alliance-målning (B-6091, B-6093) Specialmålad "Capital Pavilion" (B-6076) |
| Airbus A330-300           | 28    | 0     | 0        | 311 (0/36/20/255) 301 (0/30/16/255)                  | Inrikes, Asien                                                                             | Star Alliance-målning (B-5912, B-6101)                                                |
| Airbus A350-900           | 30    | 0     | 0        | 312 (0/32/24/256)                                    | Inrikes, Melbourne, Wien, Köpenhamn, Stockholm, Athens, Singapore, London                  | Ny business class Star Alliance-målning (B-308M)                                      |
| Boeing 737-700            | 16    | 0     | 0        | 128 (0/8/0/120)                                      | Inrikes, Asien                                                                             | Winglets har installeras 2009.                                                        |
| Boeing 737-800            | 87    | 0     | 0        | 167 (0/8/0/159) 159 (0/12/0/147) 176 (0/8/0/168)     | Inrikes, Asien                                                                             | Winglets har installeras 2009.                                                        |
| Boeing 737 Max 8          | 21    | 4     | 0        | 176 (0/8/0/168)                                      | Inrikes, Asien                                                                             |                                                                                       |
| Boeing 747-400            | 5     | 0     | 0        | 344 (10/42/0/292)                                    | Inrikes                                                                                    |                                                                                       |
| Boeing 747-800            | 5     | 0     | 0        | 365 (12/54/66/233)                                   | Inrikes, New York                                                                          |                                                                                       |
| Boeing 777-300ER          | 28    | 0     | 0        | 392 (0/36/0/356) 311 (8/42/0/261)                    | Inrikes, Los Angeles, New York-JFK, Frankfurt, London-LHR, Paris-CDG, München, Rom, Moskva | En i Star Alliance-målning (B-2032) En i specialmålade "Leende Kina" (B-2035)         |
| Boeing 787-9              | 13    | 0     | 0        | 293 (0/30/34/229)                                    | Inrikes, Sydney, Washington-IAD, Madrid, Budapest                                          |                                                                                       |
| Comac ARJ21               | 24    | 0     | 0        | 90 (0/0/0/90)                                        | Inrikes                                                                                    |                                                                                       |
| TOTAL                     | 461   | 4     | 0        |                                                      |                                                                                            |                                                                                       |